# Идендерри
Идендерри (англ. Edenderry; ирл. Éadan Doire (Эдан-Дэре), «обрывистый холм дубового леса») — (малый) город в Ирландии, находится в графстве Оффали (провинция Ленстер).

## История
В XVI веке город носил имя Кулестаун (Coolestown) в честь семьи Кули/Коули, которой принадлежал местный замок. Впоследствии в результате заключения брака с кланом Блунделл замок перешёл к ним, а в 1691 году он был захвачен армией Якова II.
Позднее замок перешёл к маркизу Дауншира, который заплатил £692 за проект постройки большого канала, законченный к 1802 году.
В 1716 семейство Квакеров основало в городе успешное, на тысячу работников, производство сукна.

## Демография
Население — 5888 человек (по переписи 2006 года). В 2002 году население составляло 4559 человек. При этом, население внутри городской черты (legal area) было 5617, население пригородов (environs) — 271.
Данные переписи 2006 года:
| Общие демографические показатели |               |                               |                               |      |      |
| Всё население                    | Всё население | Изменения населения 2002—2006 | Изменения населения 2002—2006 | 2006 | 2006 |
| 2002                             | 2006          | чел.                          | %                             | муж. | жен. |
| 4559                             | 5888          | 1329                          | 29,2                          | 3007 | 2881 |

В нижеприводимых таблицах сумма всех ответов (столбец «сумма»), как правило, меньше общего населения населённого пункта (столбец «2006»).
| Религия (Тема 2 — 5 : Число людей по религиям, 2006) |             |                |             |            |       |      |
| Католики, чел.                                       | Католики, % | Другая религия | Без религии | не указано | сумма | 2006 |
| 5341                                                 | 90,7        | 299            | 145         | 103        | 5888  | 5888 |

| Этно-расовый состав (Этничность. Тема 2 — 3 : Постоянное население по этническому или культурному происхождению, 2006) |            |              |       |        |        |            |       |       |
| Белые ирландцы | Лухт-шулта | Другие белые | Негры | Азиаты | Другие | Не указано | сумма | 2006  |
| 4907 | 16         | 588          | 71    | 64     | 93     | 115        | 5854  | 5888  |
| Доля от всех отвечавших на вопрос, %                                                                                   |            |              |       |        |        |            |       |       |
| 83,8 | 0,3        | 10,0         | 1,2   | 1,1    | 1,6    | 2,0        | 100   | 99,41 |

1 — доля отвечавших на вопрос о языке от всего населения.
| Владение ирландским языком (Тема 3 — 1 : Число людей от 3 лет и старше по способности говорить по-ирландски, 2006) |      |            |       |       |
| Владеете ли Вы ирландским языком?                                                                                  |      |            |       |       |
| Да | Нет  | Не указано | сумма | 2006  |
| 1633 | 3794 | 145        | 5572  | 5888  |
| Доля от всех отвечавших на вопрос о языке, %                                                                       |      |            |       |       |
| 29,3 | 68,1 | 2,6        | 100   | 94,61 |

1 — доля отвечавших на вопрос о языке от всего населения.
| Использование ирландского языка (Тема 3 — 2 : Говорящие по-ирландски от 3 лет и старше по частоте использования ирландского языка, 2006) |                                                            |                                               |                                               |                                               |                                               |                                               |       |                                     |      |
| Как часто и где Вы говорите по-ирландски?                                                                                                |                                                            |                                               |                                               |                                               |                                               |                                               |       |                                     |      |
| ежедневно, только в образовательных учреждениях                                                                                          | ежедневно, как в образовательных учреждениях, так и вне их | в других местах (вне образовательной системы) | в других местах (вне образовательной системы) | в других местах (вне образовательной системы) | в других местах (вне образовательной системы) | в других местах (вне образовательной системы) | сумма | всего, отвечавших на вопрос о языке | 2006 |
| ежедневно, только в образовательных учреждениях                                                                                          | ежедневно, как в образовательных учреждениях, так и вне их | ежедневно                                     | каждую неделю                                 | реже                                          | никогда                                       | не указано                                    | сумма | всего, отвечавших на вопрос о языке | 2006 |
| 482 | 23                                                         | 35                                            | 64                                            | 521                                           | 465                                           | 43                                            | 1633  | 5572                                | 5888 |
| Доля от всех отвечавших на вопрос о языке, %                                                                                             |                                                            |                                               |                                               |                                               |                                               |                                               |       |                                     |      |
| 8,7 | 0,4                                                        | 0,6                                           | 1,1                                           | 9,4                                           | 8,3                                           | 0,8                                           | 29,3  | 100                                 |      |

| Типы частных жилищ (Тема 6 — 1(a) : Число частных домовладений по типу размещения, 2006) |          |         |                 |            |       |      |
| Отдельный дом                                                                            | Квартира | Комната | Переносные дома | не указано | сумма | 2006 |
| 1796                                                                                     | 131      | 13      | 4               | 60         | 2004  | 5888 |